# Alb Valley
Das Alb Valley (englisch für Chorhemdtal) ist ein Tal im ostantarktischen Viktorialand. Es ist Teil des Campbell-Gletschers im Transantarktischen Gebirge.
Seine Benennung geht auf Teilnehmer der Nimrod-Expedition (1907–1909) des britischen Polarforschers Ernest Shackleton zurück. Die von Victor Campbell geleitete Nordgruppe der Terra-Nova-Expedition (1910–1913) des britischen Polarforschers Robert Falcon Scott benannte es dagegen als Kar Terrace, doch diese Benennung setzte sich nicht durch. Unter der Erstbenennung ist es im New Zealand Provisional Gazetteer of the Ross Dependency verzeichnet.